# Battle Realms
Battle Realms ist ein 2001 erschienenes, in einem japanisch angehauchten Fantasyszenario angesiedeltes Echtzeit-Strategiespiel des US-amerikanischen Entwicklerstudios Liquid Entertainment, publiziert von Ubisoft. 2002 erschien das Add-on Winter of the Wolf.
Im September 2012 erschienen beide Spiele auch auf GOG.com zum Download. Seit Dezember 2019 ist Battle Realms zusammen mit der Erweiterung als Early-Access-Spiel auf Steam verfügbar. Es handelt sich hierbei um eine Spielversion, die wieder Multiplayerspiele ohne zusätzliche Software wie Hamachi ermöglicht.

## Übersicht
Battle Realms folgt dem Grundgedanken von vielen anderen Echtzeitstrategie-Spielen. Alle Fraktionen bzw. Clans haben ähnliche Gebäude und Arbeiter mit ähnlichem Nutzen. Aber im Gegensatz zu den meisten anderen RTS-Spielen können diese Arbeiter sich zu Militäreinheiten weiterentwickeln. Folglich werden Gebäude nicht dazu benutzt, Einheiten zu „produzieren“, sondern um sie „auszubilden“.
Bauern sind die einzigen direkt erschaffenen Einheiten im Spiel, neben den Zenmeistern, welche eine Art Held darstellen. Die meisten Gebäude im Spiel sind Schulen, in denen die Bauern zu anderen Einheiten ausgebildet werden können. Diese wiederum können in den anderen Schulen zu verbesserten Kämpfern (Stufe-2-Einheiten) ausgebildet werden. Die dritte Stufe macht die Krieger von Drachen- und Schlangenclan zum Samurai bzw. Rōnin. Die anderen beiden Clans, Lotus und Wolf, können eine vierte Stufe aufsteigen, auch wenn sie im üblichen Sinn genauso nur drei Kasernentypen haben. Neben dieser Trainingsreihenfolge gibt es noch die Schule für Heiler.
Ein weiterer Unterschied bei der Einheitenausbildung besteht darin, dass Bauern automatisch und gratis in Bauernhütten erschaffen werden. Die Dauer dieser Erschaffung nimmt allerdings mit jeder neuen Einheit zu. Das Einheitenlimit liegt zwischen 20 und 40 Einheiten.
Einige Gebäude können den Einheiten gegen Ressourcen Spezialfähigkeiten verleihen. Diese Spezialfähigkeiten können auch eher schwache Einheiten sehr effektiv gegen spezielle Gegner machen; so kann der Bogenschütze entweder mit Zen- oder mit Feuerpfeilen ausgerüstet werden. Zenpfeile decken ein kleines Gebiet auf, wodurch der Bogenschütze sehr nützlich zum Spähen werden kann, Feuerpfeile hingegen richten großen Schaden an Gebäuden an, nicht zuletzt deshalb, weil sich ein Feuer in Battle Realms auch ausbreiten kann und so bei zu enger Bauweise ein ganzes Dorf in Brand stecken kann.
Ein weiteres der Schlüsselelemente in Battle Realms sind Yin- und Yang-Punkte, welche man durch Kämpfe erlangt. Man braucht sie zum Beschwören von Zenmeistern, Verbessern von Einheiten und des Schadens durch Helden. Es gibt auch einige clanspezifische Dinge, die Yin-/Yang-Punkte benötigen, wie zum Beispiel das Drachenfeuer des Drachenclans, eine Art Meteorschauer, der drei Yangpunkte und zudem das Leben von vier Drachenkriegern kostet. Je weiter kämpfende Einheiten von ihrer Basis entfernt sind, desto mehr Yin- oder Yang-Punkte kann man durch diesen Kampf erlangen.
Die vier Clans sind von Einheiten über Spezialfähigkeiten bis hin zu den höheren Teilen des Technologiebaums sehr unterschiedlich. Während Lotus und Wolf ihre besonders starken Stufe-4-Einheiten haben und der Drachenclan mit seinem Drachenfeuer großen Schaden anrichtet, kann der Schlangenclan mit seinem Totenbeschwörer gefallene Soldaten zu Zombies wiederbeleben. Es gibt noch viele weitere Unterschiede, was die einzelnen Clans sehr unterschiedlich zu spielen macht.
Jeder der vier Clans hat eine eigene Hintergrundgeschichte und spezielle Dinge, die metaphorisch für diese Clans stehen:
- Drache: Feuer, Sommer, Osten, Flexibilität, Ehre
- Schlange: Wasser, Herbst, Westen, Wildheit, Herrschaft, diebisch
- Wolf: Erde, Frühling, Süden, Robustheit, Freiheit
- Lotus: Luft, Winter, Norden, Intelligenz, Verderbnis, Boshaftigkeit

## Geschichte
Die Geschichte beginnt mit einem jungen Reisenden namens Kenji, dessen Vater einst der Herr des Schlangenclans war. Kenji erzählt von den Ereignissen, die zur heutigen Welt führen.
Die Horde, sozusagen das absolut Böse, zerstörte alles auf ihrem Weg. Tarrant der Ältere, der Führer des Drachenclans und Vorfahre von Kenji, wurde dadurch gezwungen, den heiligsten und mächtigsten Schatz des damaligen Drachenclans, das Schlangenauge, zu benutzen. Dieses wurde dem Clan von seinem Totem, dem Drachen selbst, gegeben. Dadurch rettete er sein Volk vor der Horde, wenn auch zu einem hohen Preis: Der Kontinent wurde in zwei Hälften geteilt und viele andere Clans wurden betroffen. Traumatisiert durch die Ereignisse gründete sein Sohn, Tarrant der Jüngere, den Schlangenclan, welcher sich mehr aufs bloße Überleben als auf Ehre konzentrierte. Währenddessen führte der Drachenclan ein Dasein weitab von seiner ursprünglichen Stärke.
Der Lotusclan war früher ein friedlicher Clan aus Anhängern der Natur, doch es gab in diesem Clan viele höhergestellte Anführer, die heimlich die schwarze Magie des verbotenen Pfades erlernten. Schließlich benutzten sie diese erlernte Magie um den einst friedlichen Lotus zu einem bösartigen Clan zu verändern, der dem Verbotenen Pfad folgt und dessen Magie skrupellos einsetzt.
Der Wolfclan erlebte durch die Wut des Drachen auf seiner Insel zerstörerische Stürme und sah sich gezwungen den Schatz des Clans zu nutzen, den Schädel des weißen Wolfs, den er von seinem Totem, dem weißen Wolf, erhalten hatte. Die Macht des Schädels führte den Clan in das Land des Schlangenclans, wo er die Absicht hatte wieder in Frieden zu leben. Aber der Schlangenclan hatte eine Vereinbarung mit dem Lotus getroffen und erlaubte es ihm, den Wolfclan zu versklaven, wodurch dieser in den Schieferminen des Lotusclans arbeiten musste.
Generationen später wird Kenji Zeuge, wie Banditen ein Bauerndorf überfallen. Soll sich Kenji den Leuten seines Clans anschließen, um die Bauern in ihren Platz zu verweisen? Er könnte aber auch die Banditen töten. Beide Möglichkeiten öffnen einen der zwei Wege der Geschichte. Kenji könnte sich wieder dem Schlangenclan anschließen, um sein Meister zu werden, oder er könnte den lange vergessenen Drachenclan wiedererwecken.

## Spieldetails
Im Gegensatz zu den meisten anderen Echtzeit-Strategiespielen haben sämtliche Einheiten eine Nahkampfattacke. Jedoch ist diese bei Fernkämpfern schwächer, wodurch es überaus sinnvoll ist, gegnerische Fernkampfeinheiten in Nahkämpfe zu verwickeln. Im Nahkampf angegriffene Soldaten ignorieren andere Befehle, wodurch dies durchaus einfach zu bewerkstelligen ist. Die Einheiten sind überaus detailliert und haben sehr viele Kampfkunst-Animationen. Wenn Einheiten schnell genug laufen, können sie Projektilen ausweichen. Diese haben auch unterschiedliche Geschwindigkeiten.
Alle Einheiten haben unterschiedliche Schadenstypen. Es gibt Schneiden, Stechen, Stumpf, Explosion, Magie und Feuer, der Schadenstyp einer Fernattacke muss jedoch nicht derselbe wie der der Nahkampfattacke sein. Jede Einheit hat Widerstände gegen einzelne Schadenstypen und Schwächen gegen andere. Ein Beispiel: Eine Stufe-2-Einheit des Wolfclans, der Hammerträger, kann im Duell gegen den Stufe-3-Berserker des Wolfsclans gewinnen, da der Berserker sehr anfällig gegen stumpfe Attacken ist. Das stellt sicher, dass das Spiel sehr gut ausbalanciert ist und dass auch die Einheiten vom Anfang des Spiels wichtig sind, um am Ende zu gewinnen. Obwohl ein Nahkämpfer normalerweise einen Fernkämpfer besiegt, kann es auch passieren, dass der Fernkämpfer gewinnt, sofern der Fernkämpfer widerstandsfähig gegen die Attacke des Nahkämpfers und der Nahkämpfer nicht widerstandsfähig gegen die Nahkampfattacke des Fernkämpfers ist.
Allgemein besteht die beste Kombination aus stumpfen und explosiven Waffen oder aus schneidenden und magischen Waffen, da kaum eine Einheit gegen beides widerstandsfähig ist. Für gewöhnlich ist jede Einheit entweder schwach gegen das eine oder das andere.
Die meisten Einheiten haben eine Besonderheit, wie zum Beispiel die Immunität des Speerkämpfers gegen Höhenvorteile oder der Flächenschaden des Lotus-Infizierten. Diese können unterstützend sein, wie zum Beispiel eine Animation des Kabukikriegers, die die Ausdauer von Bauern auffrischt, oder auch offensiv, wie zum Beispiel die Animation des Lotus Schwertjünger, mit der er sein Schwert schleift und dadurch mehr Schaden anrichtet.
Jede Einheit hat zwei Statusbalken, einen grünen Lebenspunktebalken und einen blauen Ausdauerbalken. Bauern haben zusätzlich einen dritten, weißen Balken, wenn sie dabei sind Reis zu ernten oder Wasser zu schöpfen, der anzeigt, wie viele Rohstoffe sie bei sich tragen. Ist der weiße Balken voll, gehen die Bauern mit dem Reis oder Wasser zurück zum Bauernhaus um diese abzuliefern. Die Ausdauer benötigt man für einige Spezialfähigkeiten wie etwa die Heilung durch Geishas (bei Schlange und Drache) und Rennen, wodurch sich eine Einheit schneller fortbewegt, bis die Ausdauer aufgebraucht ist. Eine angeschlagene Einheit kann (wenn auch langsam) seine Lebenspunkte bis in den grünen Bereich (75 % des Maximalwerts) regenerieren, der Wolfclan sogar ganz. Das Heilen in Battle Realms funktioniert etwas anders als in den meisten anderen Echtzeitstrategiespielen. Hier heilen die Heiler automatisch Einheiten die in den gelben (50 %) oder roten Bereich (20 %) fallen. Sie sind dann sofort vollständig geheilt. Man kann sie aber auch anweisen Einheiten mit Lebenspunkten im grünen Bereich zu heilen. Dadurch werden Heiler in Battle Realms überaus wichtig. Drachengeishas verbrauchen beim Heilen so viel Ausdauer, wie sie ihrem Verbündeten an Lebenspunkten erneuern, Schlangenfächergeishas brauchen für so eine Heilung zwischen einem Viertel und der Hälfte ihrer Ausdauer, während Lotusschwingenmeister einen ihrer drei Raben opfern. Im Angesicht ihrer schnellen Regenerationsrate (regenerieren schon vor einer Verbesserung bis zu 100 %) nutzt der Wolfclan keine Heiler. Stattdessen können seine Druidinnen Gegner mit Wurzeln an der Fortbewegung hindern.
In Battle Realms darf jeder Spieler nur vier Wachtürme besitzen. Des Weiteren hat jeder Turm keine eigene Attacke. Sie fungieren vielmehr als Spähtürme. Um ihnen eine Attacke zu geben, muss man sie mit einer Einheit besetzen. Diese Einheit nutzt dann ihre eigene Fernattacke, sofern sie eine besitzt. Ein Fernkämpfer auf einem Turm hat durch den Höhenvorteil eine größere Reichweite und zudem einen Schadensbonus von 50 %. Außerdem haben die Türme eine Spezialfähigkeit, welche sie einen Teil ihrer Turmenergie kostet und abhängig vom Clan unterschiedlich ausfällt. Der dunkle Blitzschlag des Lotus richtet an Gegnern in einem Gebiet großen Schaden an, der Wolfclan hat ein Horn, das die Bewegung von Gegnern um den Turm drastisch einschränkt und minimalen Schaden anrichtet, Türme vom Schlangenclan können Gegner mit Blitzpulver blenden und ihre Resistenzen sowie ihre Sichtweite drastisch schwächen, und der Drachenclan kann einen Gong benutzen, was Angreifer kurzzeitig lähmt.
Zenmeister übernehmen in Battle Realms die Rolle der Helden. Sie sind Führer der Clans, die sein Überleben sicherstellen. Man kann sie für eine beträchtliche Menge Reis und Wasser sowie Yin und Yang beschwören. Ihre „Kampftechniken“ sind einzigartig und können nicht selten das Schlachtenglück zu den eigenen Gunsten entscheiden. Um dies auszubalancieren, kann man die Helden im Gegensatz zu etwa Warcraft III erst fast am Ende des Technologiebaums beschwören. Sie nehmen für gewöhnlich die Rolle von Herrschern, Söldnern, Zauberern, Halbgöttern oder sogar Monstern ein. Sie werden in Festungen und bei manchen Clans auch in anderen Orten beschworen. Bei Wolf- und Drachenclan werden zusätzlich Mönche aufgelistet, während Schlange und Lotus Ninjas anwerben dürfen (pro Spieler sind jeweils 4 Mönche bzw. Ninjas erlaubt, jedoch kann der Drachenclan-Zenmeister Tao zwei zusätzliche Mönche anwerben).
In Battle Realms ist die Umwelt nicht nur dazu da, um das Auge zu erfreuen. Wälder sind nicht unpassierbar, es gibt sogar Vorteile, sich durch sie zu bewegen, wie zum Beispiel, dass die feindliche Sicht behindert wird. Des Weiteren können Bäume Fernattacken behindern, bis sie von diesen zerstört werden. Dafür senkt die Fortbewegung durch einen Wald die Laufgeschwindigkeit und in einigen Bäumen befinden sich Vögel, die aufgescheucht davonfliegen, sobald eine Einheit darunter rennt. Dadurch wird ein Gegner auf die Position dieser Einheit aufmerksam gemacht. Klippen, Gräben, Hügel und andere erhöhte Positionen geben Einheiten Vorteile in Schaden und Verteidigung. Nahkämpfer erhalten 25 % zusätzlichen Schaden, Fernkämpfer sogar 50 %. Einheiten können durch Hänge und Regen verlangsamt werden, von einigen schwebenden Einheiten abgesehen. Durch den Regen wird außerdem Feuer gelöscht und Reis wächst schneller. Brennende Teile von Gebäuden können sogar Einheiten Schaden zufügen.
In einigen Spielwelten (Maps) gibt es auch Feuerstellen und bewegliche Felsbrocken. Die Felsbrocken können von einer Einheit angestoßen werden. Diese richten bei Kontakt mit Gebäuden und Einheiten, die sie streifen oder überrollen, massive Schäden an. Wird er etwa auf gegnerische Einheiten gestoßen, sterben diese in der Regel sofort. Beim Kontakt mit Gebäuden werden diese massiv beschädigt (besonders dann, wenn der Felsen eine Klippe herunterrollt). Felsen, die gegen eine Erhebung gestoßen werden, können jedoch wieder zurückrollen und die Einheit, die ihn angestoßen hat, selbst töten.
Wenn vom Spieler gewünscht, tummeln sich in der Welt von Battle Realms auch Pferde. Diese können von Bauern eingefangen werden. Bauern brauchen dabei für jedes einzufangende Pferd zwei Versuche, wobei der erste immer misslingt. Alle Clans haben verschiedene Methoden, um Pferde einzufangen: So hypnotisiert der Bauer des Lotusclans die Pferde, damit sie ihm folgen, Bauern des Drachenclans umschmeicheln sie und Bauern des Wolfclans schlagen ihnen auf den Kopf, so dass sie ihnen benommen folgen. Pferde werden von allen Clans als Reittiere oder Nutztiere für die Ernte der Reisfelder oder zum Wassertragen genutzt. Einzige Ausnahme bildet hierbei der Wolfsclan: Er verfüttert die Pferde in seiner Höhle an Wölfe, die dann als computergesteuerte Einheiten den Rüdelführer umgeben und Feinde automatisch angreifen. Pferde im Lotusclan werden zwar als Reittiere verwendet, allerdings verwandeln sich die Pferde zu Schattenrössern mit brennenden Hufen, die mit einem Feueratem auch Gebäude in Brand stecken können.

### Winter of the Wolf
Das 2002 erschienene Add-on Winter of the Wolf spielt sieben Jahre vor den Geschehnissen von Battle Realms. In dem neuen Szenario „Graybacks Reise“ führt man als Häuptling des Wolf-Clans eine Rebellion gegen den Lotus-Clan, der den Wolf versklavte.
Zudem wird durch das Addon ein neuer Techbaum eingeführt. So kann ein Schlangenbauer zum Beispiel in der Mörderhöhle zum Soldaten ausgebildet werden und eine Fächergeisha wird zur Hexe umgeschult. Umgekehrt funktioniert das allerdings nicht.
Neben diesen beiden neuen Truppentypen erhält jeder Clan zusätzlich einen weiteren Zen-Meister sowie eine eigene Möglichkeit, sich gegen Wachtürme zu wehren. Diese Möglichkeit ist stets eine Kampffertigkeit der neuen Add-on-exklusiven Stufe-2-Einheiten:
- Drache: Kriegsjungfer

- Energietransfer gibt nahen Verbündeten Bonusschaden, während sie die Energie des Turms absaugt.

- Schlange: Hexe

- Vampirblick gibt nahen Verbündeten Bonuslebenspunkte, während sie die Energie des Turms absaugt.

- Wolf: Dryade

- Unterminierungsritual gibt nahen Verbündeten Bonuswiderstände, während sie die Energie des Turms absaugt.

- Lotus: Aufseher

- Turmverderbnis fügt durch das Absaugen der Turmenergie nahen Feinden Schaden zu.

## Kritik
Die ursprüngliche ungepatchte Version von Battle Realms wurde hauptsächlich für seine überaus starke KI kritisiert, die in einigen Spielstufen kaum schlagbar war. Zusätzlich dazu schien es einigen Spielern so, dass sie kaum Kontrolle über ihre Einheiten hätten, was kombiniert mit einer starken KI Schlachten schaffe, die lange dauern.

## Fortsetzung
Ed Del Castillo, Präsident von Liquid Entertainment, gab am 26. März 2012 auf der Homepage von Liquid Entertainment bekannt, dass zehn Jahre nach der Veröffentlichung von Winter of the Wolf nun an einem Remake des alten Echtzeit-Strategiespiels Battle Realms gearbeitet wird. Liquid Entertainment will eng mit der Battle-Realms-Gemeinschaft zusammenarbeiten. Dazu hat Castillo seine E-Mail-Adresse bekannt gegeben, damit die Fans ihre Vorschläge (englisch feature requests), Fehlerberichte und dergleichen bei Liquid Entertainment melden können.
Offiziell angekündigt wurde der nächste Teil des Spiels im wöchentlichen „Liquid Videocast“. In der am 16. Juni 2013 erschienenen Folge kündigte Del Castillo außerdem an, dass zur Finanzierung des Projekts eine Crowdfunding-Kampagne auf der Plattform Kickstarter gestartet werden solle. Das Spiel sollte den Untertitel "Lair of the Lotus" tragen. Die Fortsetzung wurde aufgrund von Budget-Problemen abgebrochen.